# 拈華微笑

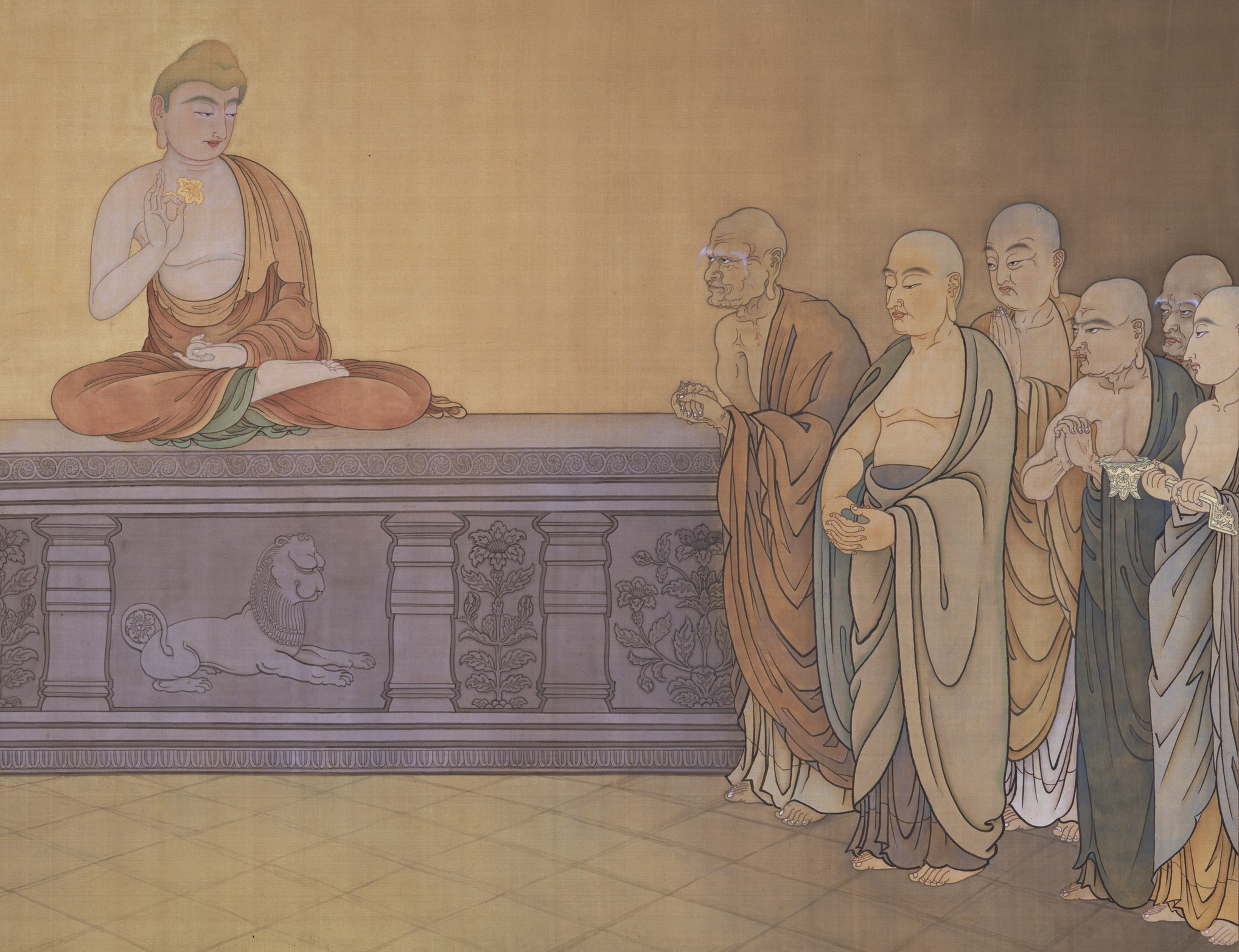
花の説教画. 菱田春草

拈華微笑（ねんげみしょう）とは、宋代以後禅宗にその法脈を釈尊が摩訶迦葉に微妙の法門として付嘱したという禅林において喧伝された説話である。禅宗の起源を説くとされ、看話禅の公案の一つでもある。宋代以降の禅宗において、不立文字・教外別伝の立宗の基盤を示すものとして重用された。

## 概略
インドの霊鷲山（グリドラクータ、ギッジャクータ）上で釈尊が黙って華を拈（ひね）ったところ、会座の衆はその意味を理解することができなかったが、迦葉尊者だけがその意味を理解して微笑した。悟りは文字理論によって伝わるものではないという不立文字の意味を示しものであり、釈尊が迦葉尊者にのみ正法を授けたという伝灯の起源となった。この説話の最古とされるものは、『天聖廣燈録』（1036年）である。一方、偽経大梵天王問仏決疑経が初出だとする説もある。
『天聖廣燈録』 卷第二 第一祖摩訶迦葉尊者に、
とある。ただし此処では未だ「拈華」でなく「持華」となっている。150年ほど後の（1183年）『聯燈会要』・釈迦牟尼仏章には、定式化した「霊山會上拮華微笑」の説話が見られる、
とある。また『大梵天王問仏決疑経』1巻本、2巻本には該当する記述があるが、日本撰述の偽経とされる。
宋代以降に『人天眼目』（1188年）、『無門関』（1228年）、『五灯会元』（1252年）、『仏祖統紀』（1269年）、『六祖大師法宝壇経序』（徳異撰、1290年）、『仏祖歴代通載』（1344年）、『釈氏稽古略』（1354年）、『禅宗頌古聯珠集』（1392年重刻）などの禅籍に「拮華微笑」説話が記載されるようになった。

## 注・出典
1. ↑  鎌田茂雄『雲南・鶏足山の仏教』国際仏教学大学院大学研究紀要 1号 p.1-34 1998-03 pdf p.3-4
2. ↑  「霊山會上拮華微笑」という。
3. ↑  鎮国軍節度使駙馬都尉李遵勗の編。天聖中に編集を始め、景祐三年に完成。『景徳伝灯録』の後を承け、南岳下九世、青原下十二世までを増補した禅宗史書。
4. ↑  青龍虎法『拈華微笑相承説の歴史的開展』 駒澤大学学報11 1941-10 p.45-86 pdf P.56「霊山会上に於ける拈華微笑の付法相承を説くものは實に天聖廣燈録を最初とするが、然しこれは必ずしもこの書の獨創ではなく既に作らるべき地盤は築かれてゐたのである。」
5. ↑  柳田聖山『禪の佛傳』印度學佛教學研究 1965年 13巻 1号 p.126「霊山會上拮華微笑と多子塔前付囑の話は、宋初の天聖廣灯録が新しく加えた機縁で、特に前者は後に更にその根據として大梵天王問佛決疑經の僞作にまで發展するが、此處に明かに正法眼藏付囑の説をめぐつて、禪の佛傳の重層發展の跡が見られる。」
6. ↑  木村俊彦『世尊拈花の話則と正法山妙心禅寺―付・「大灯国師遺誡」の原典―』印度學佛教學研究 2017年 66巻 1号 pdf ｐ97「かくて「世尊拈花」の史伝は実在して煙滅した『大梵天王問佛決疑經』に由来するのである。『聯燈會要』（宗門聯燈会要とも、1183年）から『無門関』（1228年、佚存書）にかけて現行の話則が定着した。」
7. ↑   CBETA 電子佛典集成 » 卍續藏 (X) » 第78冊 » No.1553 » 第2卷 （0428c02）如來在靈山説法。諸天献華。世尊持華示衆。迦葉微笑。世尊告衆曰。吾有正法眼藏。涅槃妙心。付囑摩訶迦葉。流布將來。勿令斷絶。仍以金縷僧伽梨衣付迦葉。
8. ↑   CBETA 電子佛典集成 » 卍續藏 (X) » 第 79 冊 » No.1557（0014a04 - 0014a06）『聯燈會要卷第一』見在賢劫。第四尊。釋迦牟尼佛「世尊一日陞座。大衆集定。迦葉白槌云。世尊説法竟。世尊便下座。世尊在靈山會上。拈花示衆。衆皆默然。唯迦葉破顏微笑。世尊云。吾有正法眼藏。涅槃妙心。實相無相。微妙法門。不立文字。教外別傳。付囑摩訶迦葉。」
9. ↑  3巻本は中国撰述とされるが、現存しない。1巻本；爾時如來。坐此寶座。受此蓮華。無說無言。但拈蓮華。入大會中。八萬四千人天時大衆。皆止默然。於時長老摩訶迦葉。見佛拈華示衆佛事。即今廓然。破顏微笑。佛即告言是也。我有正法眼藏涅槃妙心。實相無相微妙法門。不立文字。教外別傳。總持任持。凡夫成佛。第一義諦。今方付屬摩訶迦葉。言已、黙然（拈華品第二）／

2巻本：爾時世尊即拈奉獻■色婆羅華。瞬目揚眉。示諸大衆。是時大衆。默然毋措。■■有迦葉■■破顏微笑世尊言。有我正法眼藏涅槃妙心。即付囑于汝。汝能護持。相續不斷。時迦葉奉佛勅。頂禮佛足退。（初會法付囑品第一）
10. ↑  六巻 大正蔵48巻、続蔵経2-18。大慧下四世、晦巌智昭編纂。臨済、雲門、曹洞、潙仰、法眼の五家の宗旨の綱要書。（SATデータベース：T2006_.48.0300a19）
11. ↑  蒙山徳異（1231-？）、元代の禅僧
12. ↑   1164年撰の『隆興仏教編年通論』29巻からの抄出
13. ↑  覺岸編 SATデータベース No.2037  Vol.49 、覺岸は明代の僧、1355年卒70歳
14. ↑  何燕生＊『禅における花のシンボリズムー「拈華微笑」の話をめぐる禅思想の一水脈』 日本仏教学会年報(68) 2002 p.131-143,pdf p.136に補筆、＊郡山女子大学教授